# Turcolana reichi
Turcolana reichi är en kräftdjursart som först beskrevs av Por 1962.  Turcolana reichi ingår i släktet Turcolana och familjen Cirolanidae. Inga underarter finns listade i Catalogue of Life.